# 1977 en science
| Années de la science : 1974 - 1975 - 1976 - 1977 - 1978 - 1979 - 1980    |
| Décennies de la science : 1940 - 1950 - 1960 - 1970 - 1980 - 1990 - 2000 |

Cet article présente les faits marquants de l'année 1977 en science.

## Évènements
- 17 avril : Apple lance l'ordinateur personnel Apple II lors du West Coast Computer Faire (en) à San Francisco. Il est commercialisé le 10 juin. Pour 1 298 $, sans écran, le client dispose d’un vrai système d’ordinateur auquel il peut ajouter des périphériques. Le produit rencontre un vif succès auprès des amateurs, puis du monde des affaires (1978-1980), avec l’adaptation des tableurs de VisiCalc au système en 1979, de traitements de textes et d’imprimantes bon marché[1].

- 3 août : Tandy lance l'ordinateur personnel TRS-80[2].

- Août : ouverture à Beaubourg de l'IRCAM (Institut de recherche et coordination acoustique/musique), dirigé par le compositeur Pierre Boulez[3].

- 23 août : RCA annonce le SelectaVision VBT200, le premier magnétoscope VHS à arriver sur le marché américain[4]. Il arrive en magasins en octobre. Malgré une qualité d'image inférieure, VHS détrônera Betamax, arrivé deux ans plus tôt, par son prix plus abordable (~1000 $ au lieu de 1300 $) et surtout la plus longue durée d'enregistrement (4 heures contre 2 heures).

- Le diagramme de quartiles est introduit par John Tukey[5].

### Sciences physiques
- 3 février : désintégration au-dessus du Pacifique de la  station spatiale Saliout 4 lancée le 26 décembre 1974[6].

- 14 juillet : le Japon lance son premier satellite géostationnaire, Geostationary Meteorological Satellite 1 (GMS-1), surnommé Himawari (tournesol)[7].

- 12 août : premier vol libre de la navette spatiale Enterprise[8].

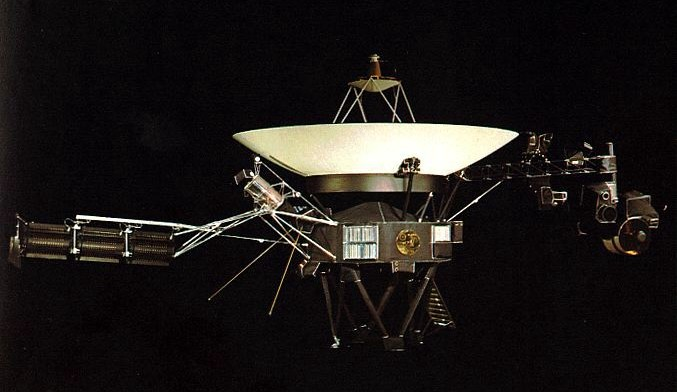
Voyager 2

- 20 août, programme Voyager : lancement de la sonde Voyager 2 vers Jupiter et Saturne[9]..

- 5 septembre, programme Voyager : Voyager 1 est lancé après un bref délai vers les planètes extérieures[9]. Les deux sondes Voyager emportent chacune un enregistrement de salutations dans toutes les langues terrestres.

- 18 octobre: l'astronome Charles T. Kowal découvre (2060) Chiron, premier astéroïde transsaturnien connu en tant que centaure[10].

- 23 novembre : lancement du satellite Météosat I[7].

- 29 décembre: découverte de la météorite Allan Hills 77005  dans les collines d'Allan en Antarctique par l'institut national japonais de la recherche polaire et le programme américain de recherche de météorites en Antarctique[11].

### Sciences de la vie
- 18 janvier : des scientifiques du CDC publient leur découverte de la bactérie Legionella pneumophila, cause de la légionellose[12].
- 17 février : les géologues Jack Corliss et Tjeerd van Andel, à bord du submersible Alvin conduit par Jack Donnelly, le pilote, découvrent des monts hydrothermaux à l'axe de la dorsale océanique des Îles Galápagos[13].
- 26 octobre : la dernière infection naturelle de la variole est diagnostiqué en Somalie[14].
- 3 novembre : des scientifiques dirigés par Carl Woese annoncent la découverte d'une nouvelle forme de vie, les archéobactéries Archaebacteria[15], dont le nom sera raccourci en archées Archaea en 1990.

- Les biochimistes Frederick Sanger et Alan Coulson à Cambridge, Walter Gilbert et Allan Maxam à Harvard développent deux méthodes différentes pour le séquençage de l'ADN. Les britanniques Frederick Sanger et Alan Coulson présentent une technique rapide qui utilise didésoxyribonucléotides et gel d'électrophorèse. Les américains Walter Gilbert et Allan Maxam (en) présentent une méthode rapide qui utilise le clonage, le gel d'électrophorèse et la destruction chimique des bases[16].

## Publications
- Thomas Samuel Kuhn : The Essential Tension - Selected Studies in Scientific Tradition and Change (1977)
- Karl Popper et John Eccles : The Self and Its Brain - An Argument for Interactionism, 1977,  (ISBN 978-0-415-05898-8)
- Leonid Sedov (trad. Valerii Platonov), Similitude et dimensions en mécanique [« Методы подобия и размерности в механике. »], Éditions Mir,‎ 1977

## Prix
- Prix Nobel

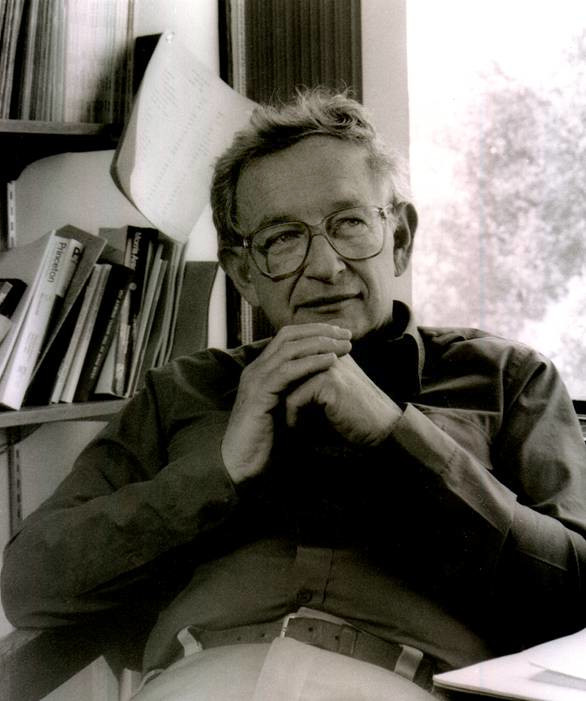
Philip Warren Anderson

  - Physique : Philip Warren Anderson, Sir Nevill Francis Mott, John Hasbrouck van Vleck
  - Chimie : Ilya Prigogine
  - Physiologie ou médecine : Roger Guillemin, Andrew V. Schally, Rosalyn Yalow

- Prix Lasker
  - Prix Albert-Lasker pour la recherche médicale fondamentale : Sune Bergström, Bengt Samuelsson, John Vane
  - Prix Albert-Lasker pour la recherche médicale clinique : Inge Edler, Carl Hellmuth Hertz

- Médailles de la Royal Society
  - Médaille Buchanan : David Evans
  - Médaille Copley : Frederick Sanger
  - Médaille Davy : Alan Rushton Battersby
  - Médaille Hughes : Antony Hewish
  - Médaille royale : John Adams, Hugh Huxley, Peter Hirsch

- Médailles de la Geological Society of London
  - Médaille Lyell : Bernard Elgey Leake
  - Médaille Murchison : Martin Bott
  - Médaille Wollaston : Reinout Willem van Bemmelen

- Prix Jules-Janssen (astronomie) : James Lequeux
- Prix Turing : John Backus
- Médaille Bruce (Astronomie) : Bart Jan Bok
- Médaille Linnéenne : Ernst Mayr et Thomas Gaskell Tutin
- Médaille d'or du CNRS : Charles Fehrenbach

## Naissances

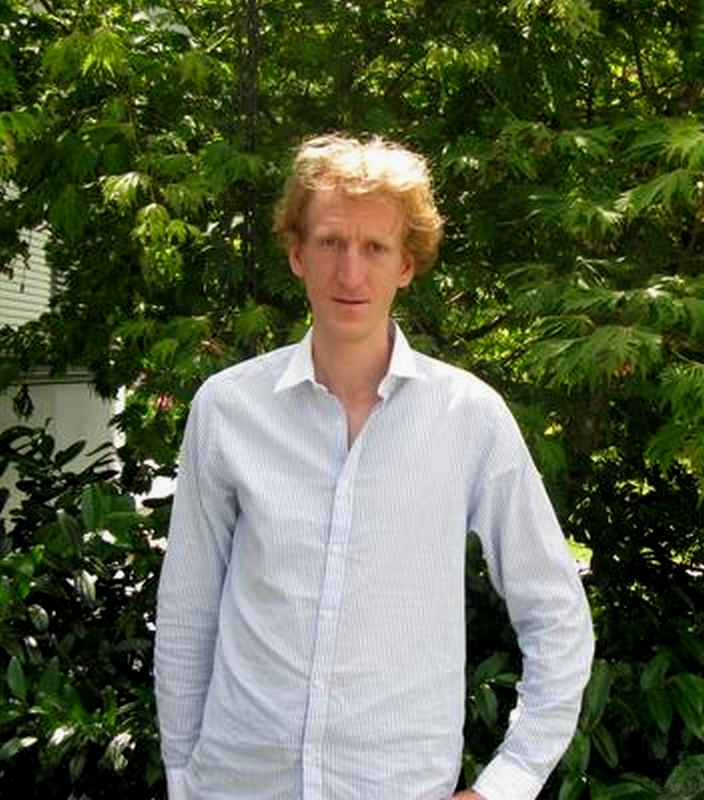
Ben Joseph Green

- 1er janvier : Chad Hurley, entrepreneur américain, cofondateur et CEO de YouTube.
- 26 avril : Samantha Cristoforetti, astronaute italienne.

- 4 mai : Alfred Galichon, ingénieur, économiste et mathématicien français.
- 8 juin : Mikołaj Bojańczyk, mathématicien, informaticien théoricien et logicien polonais.

- 23 décembre : Ivona Brandić, informaticienne bosno-autrichienne.
- 31 décembre : Audrey Dussutour, éthologue française.

## Décès

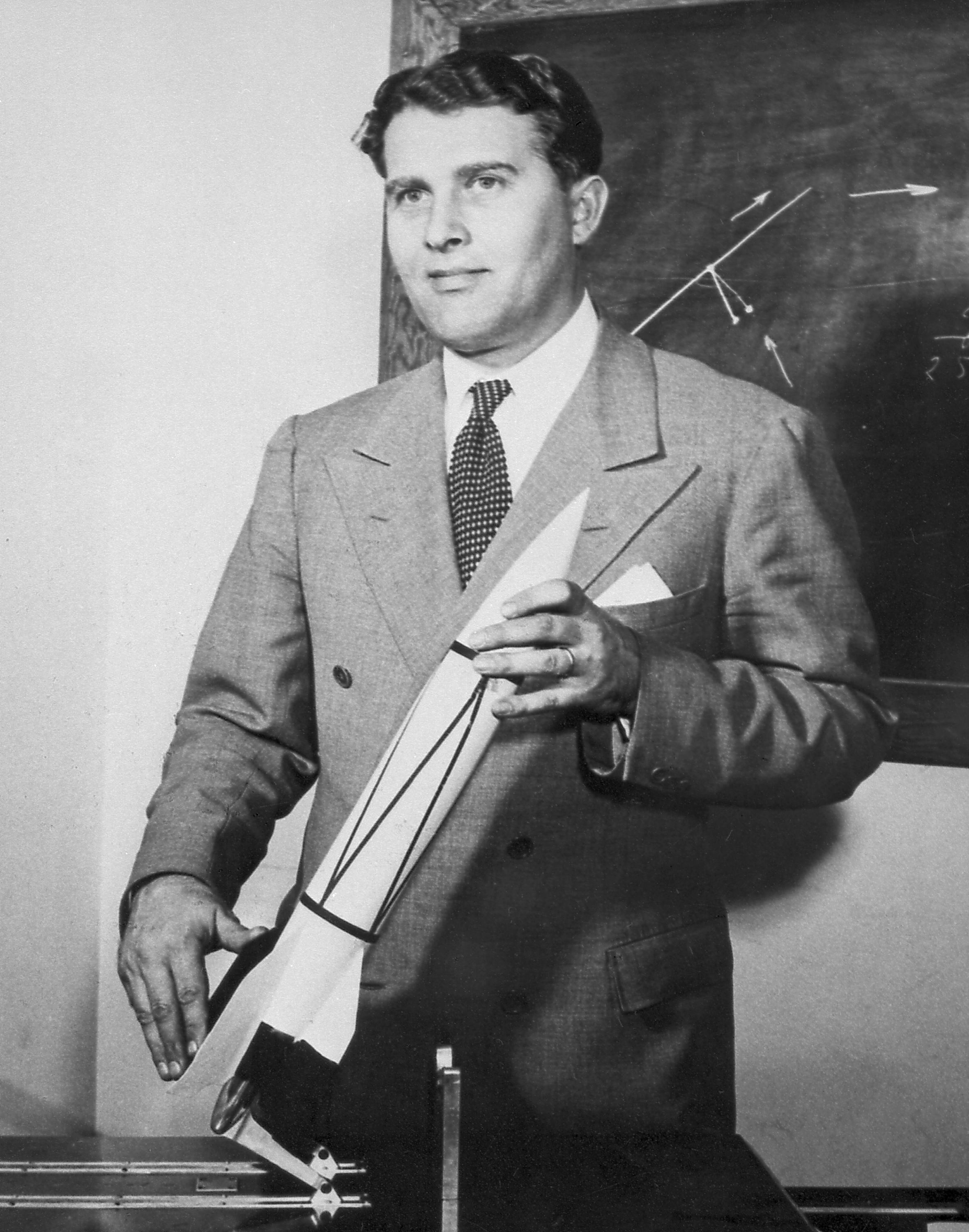
Wernher von Braun

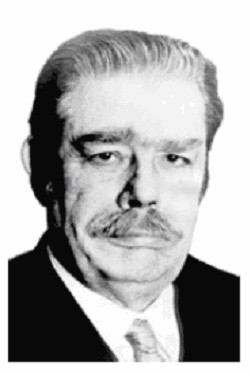
Boris Rohdendorf

- 12 février : Ebenezer Cunningham (né en 1881), mathématicien et physicien théorique britannique.

- 11 mars : Ulysses Simpson Grant IV (né en 1893), géologue et paléontologue américain.

- 9 avril : Michel Malinine (né en 1900), égyptologue russe naturalisé français.
- 25 avril : Jeanne Marie Thérèse Vandier d'Abbadie (née en 1899), égyptologue française.

- 2 mai : Roman Kozłowski (né en 1889), géologue polonais spécialisé dans la paléontologie et la paléobiologie.
- 8 mai : Olof Vilhelm Arrhenius (né en 1895), chimiste suédois.
- 26 mai : Oliver Graham Sutton (né en 1903), mathématicien et météorologue britannique.
- Annette Laming-Emperaire (née en 1917), archéologue et préhistorienne française.
- 12 juin : Max Eiselen (né en 1899), anthropologue et linguiste sud-africain.
- 16 juin : Wernher von Braun (né en 1912), physicien et ingénieur allemand.

- 5 juillet : Henry Scheffé (né en 1907), statisticien américain.
- 9 juillet : Loren Eiseley (né en 1907), anthropologue américain.
- 11 juillet : Jacques Tréfouël (né en 1897), chimiste français.
- 16 juillet : John Alfred Valentine Butler (né en 1899), chimiste britannique.
- 26 juillet : Oskar Morgenstern (né en 1902), mathématicien et économiste américain d'origine autrichienne.
- 29 juillet : Pierre Clastres (né en 1934), anthropologue et ethnologue français.

- 11 août : Frederic Calland Williams (né en 1911), ingénieur anglais.

- 19 novembre : Chester Arthur Arnold (né en 1901), botaniste américain.
- 21 novembre : Boris Rohdendorf (né en 1904), entomologiste russe.
- 28 novembre : Joseph Ossanna (né en 1928), informaticien américain.

- 1er décembre : Kenneth O. May (né en 1915), mathématicien et historien des mathématiques américain.
- 10 décembre : Carl Wagner (né en 1901), physico-chimiste allemand.